# Генерација (демографија)
Генерација је група људи који су рођени и живе (колективно) у отприлике исто време. Такође се може описати и као „просечни период, од 20-30 година, током којег се деца рађају и одрастају, постају одрасла и почињу да рађају децу. 

## Категоризација
Према периоду рађања генерације се разврставају у пет категорија:
1. Silent генерација
У ову категорију спадају рођени пре 1953. године (65+)
2. Baby boom генерација
У ову категорију спадају рођени између 1954. и 1968. године.
3. X генерација
У ову категорију спадају рођени између 1969. и 1981. година. Ова демографска генерације настаје након припадника послератног беби бума. Нема тачних датума када ова генерација почиње или када се завршава; демографи и истраживачи обично користе почетне године рођења, од раних до средњих шездесетих година двадесетог векана и завршне године рођења у распону од позних седамдесетих до раних осамдесетих година двадесетог века. Генерација X је релативно мања демографска генерација између две веће демографске генерације, припадника послератног беби бума и миленијалаца.
4. Y генерација
У ову категорију спадају рођени између 1982. и 1992. године
5. Z генерација
У ову категорију спадају рођени између 1993. и 2010. године.
6. Alpha генерација
Генерација Alpha  наследила је Z генерацију. Истраживачи и популарни медији обично користе ране 2010-те као почетне године рођења и средину 2020-их као крајње године рођења. Генерација Алфа је прва генерација која је у потпуности рођена у 21. веку. Од 2015. године, било је око два и по милиона људи рођено сваке недеље широм света, а очекује се да ће Alpha  генерација достићи величину од скоро две милијарде до 2025. године.

## Општа разматрања
Припадници генерација које живе у 21. веку „данас живе у ери убрзане технолошке револуције и за разлику од старијих генерација, генерације Z и Y одрастају и формирају се у контексту који је реалан и виртуелан у исто време,  према тумачењу Николе Јовића, асистент на предмету Методологија политичких наука у Београду.